# Campeonato mundial junior de hockey patines masculino de 2017
El VIII Campeonato mundial Sub 20 de hockey sobre patines masculino se celebró en China en 2017, dentro de los Juegos Mundiales de Patinaje 2017, con la participación de once Selecciones nacionales masculinas de hockey patines de categoría Junior, es decir, compuestas exclusivamente por jugadores menores de veinte años, todas ellas participantes por libre inscripción. Todos los partidos se disputaron en el Pabellón Universitario de la ciudad de Nankín, excepto la final, que se disputó en el Gimnasio Lonjiang.

## Participantes
| Posición 2015 | Equipo         |
| ------------- | -------------- |
| 1             | Portugal       |
| 2             | España         |
| 3             | Francia        |
| 4             | Italia         |
| 5             | Argentina      |
| 6             | Chile          |
| 7             | Colombia       |
| 11            | Inglaterra     |
| 12            | India          |
| 15            | Estados Unidos |
| -             | Taiwán         |

Respecto al Mundial Sub-20 de 2015, no participaron Suiza (8.º puesto en 2015), Andorra (9.º), Alemania (10.º),  Egipto (14.º) y Sudáfrica (16.º). Tampoco se presentó a la competición la de Angola (13.º), inicialmente inscrita. Hizo su debut la selección de Taiwán.

## Clasificación final
| Posición | Selección      |
| -------- | -------------- |
|          | Portugal       |
|          | España         |
|          | Italia         |
| 4        | Argentina      |
| 5        | Chile          |
| 6        | Colombia       |
| 7        | Francia        |
| 8        | Inglaterra     |
| 9        | Estados Unidos |
| 10       | India          |
| 11       | Taiwán         |

| Campeones del Mundo 2017 |
| ------------------------ |
| PORTUGAL 4.º título      |

| Predecesor: Campeonato Mundial Sub-20 2015 | Campeonato mundial Sub-20 de hockey patines 2017 | Sucesor: Campeonato Mundial Sub-19 2019 |

- Datos: Q50016927